# 水星 (曲)
『水星』は、tofubeatsの楽曲。2011年にリリースされ、様々なアーティストにカバーされた。

## 概要
2011年末に12inchアナログでリリースされ、2012年6月30日に「水星 EP（配信限定ver）」として配信リリース。オノマトペ大臣がゲストボーカルとして参加している日本語ラップ曲。
KOJI1200が1996年に発売したアルバム『I LOVE AMERICA』の収録曲「ブロウ ヤ マインド〜アメリカ大好き（Blow Ya Mind - I LOVE AMERICA）」がサンプリングされている。
2015年、DAOKOのメジャーデビューアルバム『DAOKO』にリードトラックとしてDAOKO視点でアレンジしたナンバーが収録。
発売から10年後の2022年2月、小沢健二 feauturing スチャダラパーの「今夜はブギー・バック（nice vocal）」を組み合わせてアレンジした「水星×今夜はブギー・バック nice vocal」がサントリーチューハイ「ほろよい」のテレビCMとして実写バージョン・アニメバージョンの2パターンでオンエアされた。
アニメバージョンではkZmと佐藤千亜妃（元きのこ帝国）が歌唱しプロデュースはChaki Zuluが担当、実写バージョンでは池田智子とTENDREが歌唱し冨永恵介がプロデュースを担当している。

## ミュージック・ビデオ
2012年6月14日に公開。監督は争うなら王冠燃やせ。2022年8月現在1500万回以上再生されている。仮谷せいらが主演しており、後の配信EPではボーカルをつとめている。
- 製作 : オオギシトモヒロ×重光あさみ(Fochaca!)
- メイク : 河野幸希
- カメラ : 木築憲一
- カメラアシスタント : もてスリム
- ロケアシスタント : 西野智彦
- 衣装協力 : haco.
- スペシャルサンクス:杉生健、嶋谷康一、音楽研究部、マルチネレコーズ

DAOKOバージョンは2015年2月20日に公開。監督は木村豊。2022年8月現在1300万回以上再生されている。

## 収録曲
水星 EP（配信限定ver）
1. 水星 (Original mix) feat,オノマトペ大臣
2. 水星 (Young & Fresh mix) feat,仮谷せいら
3. 水星 (thamesbeat remix) remixed by thamesbeat
4. 水星 (GIRL MEETS BOY in Kobecity)
5. 水星 (BOY MEETS GIRL in Kobecity)
6. 水星 (instrumental)
7. 水星 (acappella)

## 収録作品・カバー
| 発売日         | タイトル                                                                              |
| -------------- | ------------------------------------------------------------------------------------- |
| 2012年11月28日 | Best Of Japanese Hip Hop Hits 2012 mixed by DJ ISSO                                   |
| 2013年4月24日  | tofubeats「lost decade」                                                              |
| 2014年7月16日  | Manhattan Records Presents "Japanese Hip Hop Hits"（Special Edition）                 |
| 2014年12月17日 | 森高千里 with tofubeats『森高豆腐』                                                   |
| 2015年3月25日  | DAOKO『DAOKO』                                                                        |
| 2015年12月23日 | tofubeats『TOFU BEST ～ウチらのトーフビーツ～』（レンタル限定）                       |
| 2016年5月25日  | Manhattan Records presents "CITY HIP POP MIX" mixed by TSUBAME from TOKYO HEALTH CLUB |
| 2016年9月28日  | ラブリーサマーちゃん『LSC』                                                           |
| 2016年11月4日  | 『「溺れるナイフ」 オリジナル・サウンドトラック』（堀越千史が歌唱）                   |
| 2017年4月5日   | 女王蜂『Q』                                                                           |
| 2019年2月27日  | 鈴木京香『dress-ing』                                                                 |
| 2020年11月25日 | メトロミュー『水星』                                                                  |
| 2022年3月9日   | 池田智子×TENDRE『水星×今夜はブギー・バックnice vocal』                                |
| 2022年3月9日   | kZm×佐藤千亜妃『今夜はブギー・バック nice vocal×水星』                                |
| 2022年6月14日  | 仮谷せいら『ALWAYS FRESH』                                                            |

### その他カバー
- 南波志帆・タルトタタン - 2013年10月13日にライブで歌唱[8]。
- KMNZ LITA with YACA - 2018年11月6日にYouTubeで歌唱動画を公開。
- AKROGLAM - 2021年2月19日にYouTubeで歌唱動画を公開。
- 天宮こころ×不破湊 - 2022年3月27日にYouTubeで歌唱動画を公開。
- 龍ヶ崎リン×somunia - 2022年8月11日にYouTubeで歌唱動画を公開。